# ماركو ستارك (لاعب كرة قدم)
ماركو ستارك (بالألمانية: Marco Stark)‏ (9 يوليو 1981 بفورمس في ألمانيا - ) هو لاعب كرة قدم ألماني في مركز الدفاع. شارك مع منتخب ألمانيا تحت 21 سنة لكرة القدم. أما مع النوادي، فقد لعب مع إرتسغيبيرغه آوه ونادي ساربروكن ونادي ساندهاوزن ونادي كايزرسلاوترن وSV Wacker Burghausen ‏ وSportfreunde Siegen ‏ وفورماتيا فورمز ‏.

## وصلات خارجية
- ماركو شتارك على موقع قاعدة بيانات كرة القدم.إي يو (الإنجليزية)
- ماركو شتارك على موقع بيانات كرة القدم. دي إي (الألمانية)
- ماركو شتارك على موقع عالم كرة القدم.نت (الإنجليزية)